# 丘輿之戰
丘輿之戰，是春秋時代晉國率領諸侯攻打鄭國的戰役。
周定王十九年（前588年）春，晉國聯同魯國、宋國、衛國及曹國討伐鄭國，以其在鞌之戰中對晉國不忠，使晉國蒙受損失。諸侯之軍先至伯牛，繼而又向東攻打鄭國。鄭公子偃率師迎戰，在東部設埋伏於鄤，又在丘輿(今河南開封縣西南的吹台)大敗晉國與諸侯之師，鄭國派大夫皇戌到楚國向楚共王獻捷。